# Lord Balfour of Burleigh

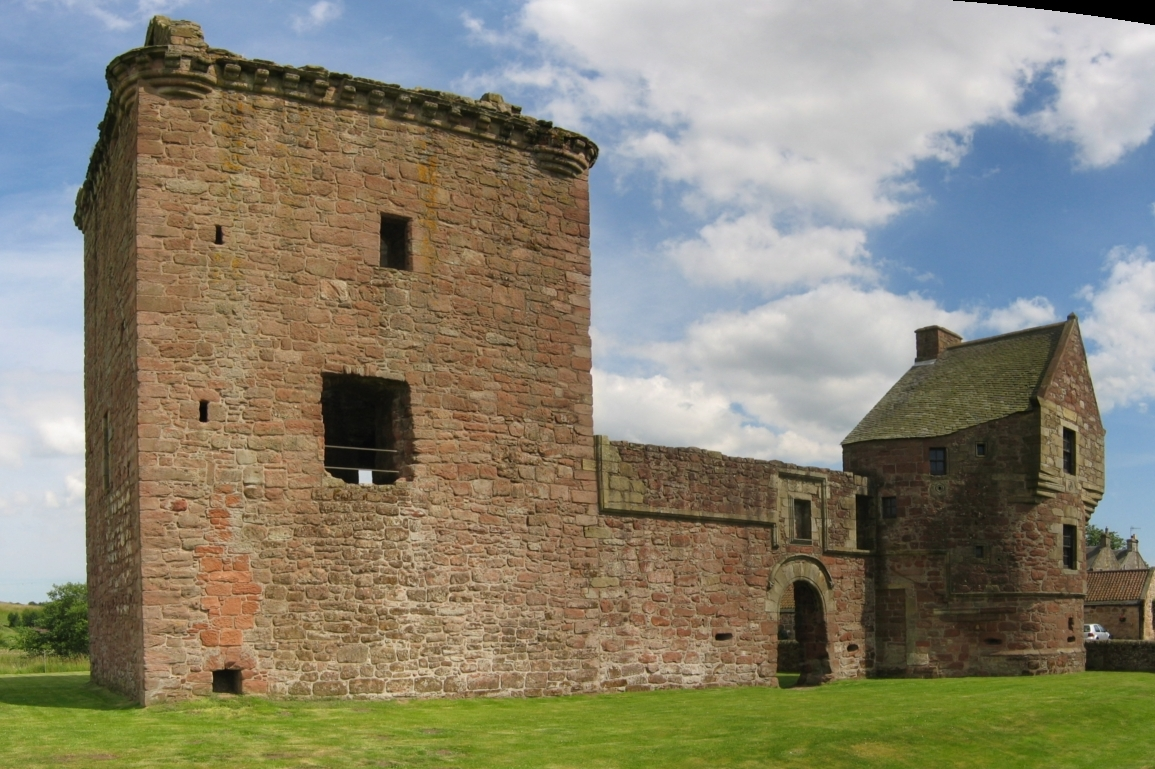
Zamek Burleigh

Lordowie Balfour of Burleigh 1. kreacji (parostwo Szkocji)
- 1607–1619 – Michael Balfour, 1. lord Balfour of Burleigh
- 1619–1639 – Margaret Balfour, 2. lady Balfour of Burleigh
- 1639–1697 – John Balfour, 3. lord Balfour of Burleigh
- 1697–1713 – Robert Balfour, 4. lord Balfour of Burleigh
- 1714–1715 – Robert Balfour, 5. lord Balfour of Burleigh
- 1869–1921 – Alexander Hugh Bruce, 6. lord Balfour of Burleigh
- 1921–1967 – George John Gordon Bruce, 7. lord Balfour of Burleigh
- 1967 – Robert Bruce, 8. lord Balfour of Burleigh

Dziedziczka tytułu lorda Balfour of Burleigh: Victoria Bruce, Mistress of Burleigh, najstarsza córka 8. lorda